# Силезско-Малопольская возвышенность
Силе́зско-Малопо́льская возвы́шенность — возвышенность в южной части Польши. Подразделяется на две самостоятельные части: восточную Малопольскую возвышенность и западную Силезскую возвышенность.

## Малопольская возвышенность
Сложена известняками, сланцами, песчаниками, часто перекрытыми ледниковыми отложениями и лёссом. Максимальная высота достигает 612 м. Значительная часть территории распахана, сохранились лишь небольшие массивы буковых и смешанных лесов. Имеются месторождения железной руды и серы.

## Силезская возвышенность
Образует плато, расчленённое речными долинами на отдельные гряды. Высота составляет 200—300 м. Сложена главным образом угленосными толщами каменноугольного периода, которые перекрыты мезозойскими известняками и другими осадочными породами. Здесь расположена значительная часть Верхнесилезского каменноугольного бассейна. Имеются месторождения железных и свинцово-цинковых руд, каменной соли и серы.